# 杜阿尔特·帕谢科·佩雷拉
杜阿尔特·帕谢科·佩雷拉（葡萄牙語：Duarte Pacheco Pereira，1460年—1533年），文艺复兴时期欧洲探险家。对非洲的西海岸进行探险活动，并与卡布拉尔一道航行到了巴西。在印度度过一段时间后，他被任命为西非的埃尔米纳总督。他出版了一部地理学论著，其中包括了有关非洲的资料。

## 扩展阅读
- Duarte Pacheco Pereira (c.1509) Esmeraldo de Situ Orbis, 1892 edition, Lisbon: Imprensa Nacional.online （页面存档备份，存于）